# Stabroek
Stabroek este o comună din regiunea Flandra din Belgia. Comuna este formată din localitățile Stabroek și Hoevenen. Suprafața totală a comunei este de 21,51 km². La 1 ianuarie 2008 comuna avea 17.737 locuitori. 
Stabroek se învecinează cu comunele Anvers și Kapellen din Belgia și cu comuna olandeză Woensdrecht.

## Localități înfrățite
- Croația: Darda;
- Țările de Jos: Hoeven;
- Germania: Hördt.

1. ↑  Rik Frans (în neerlandeză), accesat în 7 mai 2021